# 티라노티탄
티라노티탄(Tyrannotitan chubutensis)은 백악기 전기 남아메리카 알비안 층에 살았던 대형 카르카로돈토사우루스과 육식공룡이다. 몸길이 11~12m, 몸무게는 7t 이상 나갔을 것으로 추정된다. 속명의 뜻은 폭군 거인이다.

## 특징
2000년 세로 바르시노 층에서 발견되었다. 길이는 11~12m, 무게는 4.8~7t으로 추정된다. 전체적으로 기가노토사우루스와 닮았으며, 견갑골은 90도 구부러져 있어 티라노사우루스와 비슷하다. 견갑골은 융합되어 있고, 기가노토사우루스보다 잘 발달되어 있지만, 팔은 매우 작다. 치아는 끌 모양이며, 주름진 법량질 표면, 순측으로 압축된 크라운을 가지고 있다는 점에서 다른 카르카로돈토사우루스과와 동일하다.
티라노사우루스와 비슷한 이름으로 인해 가끔식 티라노사우루스와 연관이 있는 것처럼 보이지만, 이 둘은 계통학적으로 아무런 관련이 없다.

## 생태

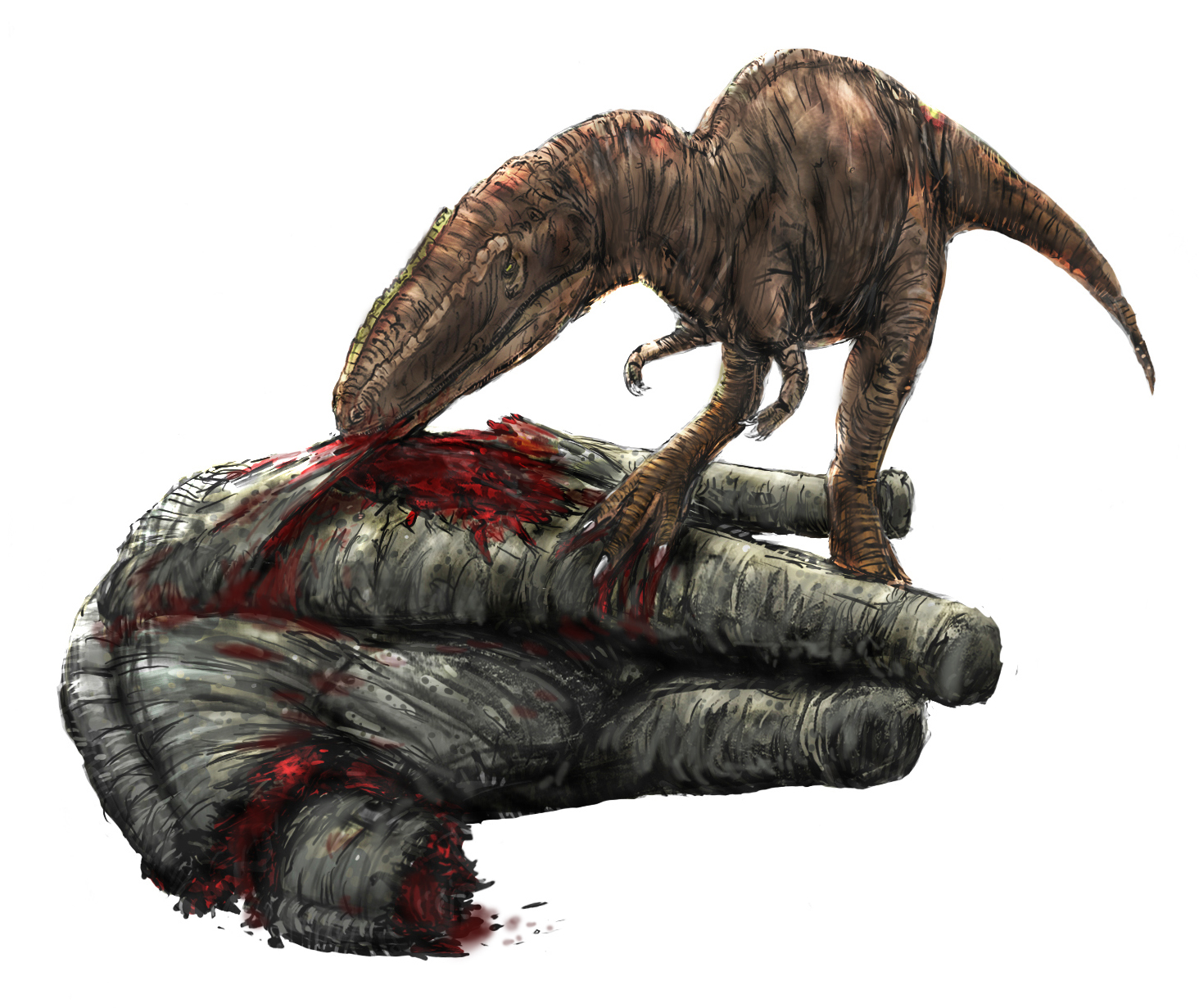
추부티사우루스 시체를 먹고있는 티란노티탄

티란노티탄이 살았던 남아메리카의 알비안 층은 용각류들이 번성했던 큰 강이 있는 범람원이었다. 티란노티탄은 이 층의 최상위 포식자 역할을 했을것이며, 타 카르카로돈토사우루스아과처럼 당시대 공존했던 파랄리티탄이나 추부티사우루스같은 용각류들을 주 사냥감으로 삼았으며, 종종 시체도 먹어지우며 부족한 신진대사를 채웠을 것이다.당시대 이 지역의 환경과 티란노티탄의 크기를 고려하면 주로 물가주변에서 물을 마시기 위해 물가로 오는 사냥감들을 습격했을 것이다. 몇몇 연구는 티란노티탄의 잠재적 무리 생활의 가능성을 보여준다.